# Coppa Libertadores 2010 (fase a gironi)

## Gruppi
| Gruppo 1                                                        | Gruppo 2                                         | Gruppo 3                                             | Gruppo 4                                      |
| --------------------------------------------------------------- | ------------------------------------------------ | ---------------------------------------------------- | --------------------------------------------- |
| - Corinthians - Independiente Medellín - Racing - Cerro Porteño | - San Paolo - Monterrey - Nacional - Once Caldas | - Estudiantes - Alianza Lima - Juan Aurich - Bolívar | - Libertad - Lanús - Universitario - Blooming |

| Gruppo 5                                           | Gruppo 6                                           | Gruppo 7                                          | Gruppo 8                                                           |
| -------------------------------------------------- | -------------------------------------------------- | ------------------------------------------------- | ------------------------------------------------------------------ |
| - Internacional - Deportivo Quito - Cerro - Emelec | - Banfield - Nacional - Morelia - Deportivo Cuenca | - Cruzeiro - Colo-Colo - Vélez - Deportivo Italia | - Flamengo - Universidad de Chile - Universidad Católica - Caracas |

## Gruppo 1
| Squadra                | P.ti | G | V | P | S | GF | GS | DR |
| ---------------------- | ---- | - | - | - | - | -- | -- | -- |
| Corinthians            | 16   | 6 | 5 | 1 | 0 | 9  | 3  | +6 |
| Racing Montevideo      | 8    | 6 | 2 | 2 | 2 | 4  | 5  | -1 |
| Independiente Medellín | 6    | 6 | 1 | 3 | 2 | 3  | 4  | -1 |
| Cerro Porteño          | 2    | 6 | 0 | 2 | 4 | 3  | 7  | -4 |

- Corinthians qualificata agli ottavi di finale.

### Risultati
| Arbitro: | Saúl Laverni |

|             |           |           |
| Ramírez 56’ | Marcatori | 17’ Pardo |

| Arbitro: | Raúl Orosco |

|               |           |                |
| Elias 11’ 71’ | Marcatori | 1’ Cauteruccio |

| Arbitro: | Federico Beligoy |

|                              |           |             |
| Mirabaje 19’ Cauteruccio 69’ | Marcatori | 84’ Cáceres |

| Arbitro: | Sergio Pezzotta |

|             |           |              |
| Valoyes 76’ | Marcatori | 85’ Dentinho |

| Arbitro: | Pablo Pozo |

|             |           |  |
| Ronaldo 40’ | Marcatori |  |

| Manizales 18 marzo 2010, ore 21:45 UTC-5 | Independiente Medellín | 0 – 0 referto | Racing | Estadio Palogrande\| Arbitro: \| Juan Ernesto Soto \| |
| Arbitro:                                 | Juan Ernesto Soto      |               |        |                                                       |

| Arbitro: | Diego Abal |

|              |           |  |
| Ostolaza 74’ | Marcatori |  |

| Arbitro: | Víctor Carrillo |

|                        |           |                |
| Ronaldo 36’ Chicão 63’ | Marcatori | 79’ dos Santos |

| Arbitro: | Georges Buckley |

|           |           |  |
| Arias 55’ | Marcatori |  |

| Arbitro: | Héctor Baldassi |

|  |           |                    |
|  | Marcatori | 33’ Dentinho Elias |

| Asunción 22 aprile 2010, ore 20:50 UTC-4 | Cerro Porteño | 0 – 0 referto | Racing | Estadio General Pablo Rojas\| Arbitro: \| Víctor Rivera \| |
| Arbitro:                                 | Víctor Rivera |               |        |                                                            |

| Arbitro: | Federico Beligoy |

|                     |           |  |
| Valencia 23’ (aut.) | Marcatori |  |

## Gruppo 2
| Squadra     | P.ti | G | V | P | S | GF | GS | DR |
| ----------- | ---- | - | - | - | - | -- | -- | -- |
| San Paolo   | 13   | 6 | 4 | 1 | 1 | 9  | 2  | +7 |
| Once Caldas | 11   | 6 | 3 | 2 | 1 | 8  | 5  | +3 |
| Monterrey   | 6    | 6 | 1 | 3 | 2 | 5  | 8  | -3 |
| Nacional    | 3    | 6 | 1 | 0 | 5 | 3  | 10 | -7 |

- San Paolo e   Once Caldas qualificate agli ottavi di finale.

### Risultati
| Arbitro: | Federico Beligoy |

|  |           |                            |
|  | Marcatori | 22’ Castrillón 64’ Santoya |

| Arbitro: | Sergio Pezzotta |

|                    |           |  |
| Washington 12’ 76’ | Marcatori |  |

| Arbitro: | Víctor Rivera |

|                          |           |                    |
| Santana 60’ Martínez 68’ | Marcatori | 67’ (rig.) Miranda |

| Arbitro: | Pablo Pozo |

|                      |           |                  |
| Uribe 49’ Moreno 71’ | Marcatori | 32’ Rogério Ceni |

| Arbitro: | Joaquín Antequera |

|              |           |             |
| Valencia 58’ | Marcatori | 33’ Morales |

| Arbitro: | Enrique Osses |

|  |           |                    |
|  | Marcatori | 59’ 89’ Washington |

| Arbitro: | Georges Buckley |

|                                 |           |                          |
| Martínez 18’ (rig.) Cardozo 46’ | Marcatori | 1’ Moreno 66’ Castrillón |

| Arbitro: | Darío Ubriaco |

|                                           |           |  |
| Dagoberto 30’ Léo Lima 33’ Washington 55’ | Marcatori |  |

| Monterrey 31 marzo 2010, ore 18:50 UTC-6 | Monterrey    | 0 – 0 referto | São Paulo | Estadio Tecnológico (28,472 spett.)\| Arbitro: \| Saúl Laverni \| |
| Arbitro:                                 | Saúl Laverni |               |           |                                                                   |

| Arbitro: | Mayker Gómez |

|              |           |  |
| Valencia 14’ | Marcatori |  |

| Arbitro: | Raúl Osorco |

|                         |           |  |
| Paniagua 4’ Beltrán 67’ | Marcatori |  |

| Arbitro: | Diego Abal |

|                 |           |  |
| Fernandinho 40’ | Marcatori |  |

## Gruppo 3
| Squadra          | P.ti | G | V | P | S | GF | GS | DR |
| ---------------- | ---- | - | - | - | - | -- | -- | -- |
| Estudiantes (LP) | 13   | 6 | 4 | 1 | 1 | 11 | 5  | +6 |
| Alianza Lima     | 12   | 6 | 4 | 0 | 2 | 12 | 7  | +5 |
| Juan Aurich      | 6    | 6 | 2 | 0 | 4 | 7  | 13 | -6 |
| Bolívar          | 4    | 6 | 1 | 1 | 4 | 3  | 8  | -5 |

- Estudiantes (LP) e   Alianza Lima qualificate agli ottavi di finale.

### Risultati
| Arbitro: | Samuel Haro |

|                     |           |                                 |
| Ferreira 89’ (rig.) | Marcatori | 73’ 74’ Fernández 90+1’ Montaño |

| Arbitro: | Sálvio Fagundes |

|                                               |           |            |
| Boselli 6’ (rig.) 59’ 72’ Ré 43’ González 89’ | Marcatori | 34’ Tejada |

| Arbitro: | Marlon Escalante |

|                                   |           |         |
| Aguirre 18’ 34’ 74’ Fernández 84’ | Marcatori | 1’ Sosa |

| Arbitro: | Patricio Polic |

|                          |           |  |
| Ciciliano 11’ Tejada 37’ | Marcatori |  |

| La Paz 9 marzo 2010, ore 18:00 UTC-4 | Bolívar        | 0 – 0 referto | Estudiantes | Estadio Hernando Siles (7,887 spett.)\| Arbitro: \| Carlos Galeano \| |
| Arbitro:                             | Carlos Galeano |               |             |                                                                       |

| Arbitro: | Percy Rojas |

|                             |           |  |
| Fernández 41’ Tragodara 59’ | Marcatori |  |

| Arbitro: | Carlos Simon |

|                                              |           |                       |
| Guizasola 25’ Tejada 44’ Manco 59’ Ascoy 87’ | Marcatori | 3’ Sánchez 72’ Ovelar |

| Arbitro: | Marcelo Henrique |

|                      |           |  |
| Sosa 51’ Boselli 79’ | Marcatori |  |

| Arbitro: | Carlos Amarilla |

|  |           |                         |
|  | Marcatori | 52’ Fernández 68’ Braña |

| Arbitro: | Juan Ernesto Soto |

|              |           |  |
| Fernández 6’ | Marcatori |  |

| Arbitro: | Jorge Osorio |

|                        |           |  |
| Flores 71’ da Rosa 86’ | Marcatori |  |

| Arbitro: | Roberto Silvera |

|             |           |  |
| Verón 90+5’ | Marcatori |  |

## Gruppo 4
| Squadra       | P.ti | G | V | P | S | GF | GS | DR  |
| ------------- | ---- | - | - | - | - | -- | -- | --- |
| Libertad      | 12   | 6 | 3 | 3 | 0 | 10 | 3  | +7  |
| Universitario | 10   | 6 | 2 | 4 | 0 | 5  | 2  | +3  |
| Lanús         | 8    | 6 | 2 | 2 | 2 | 6  | 6  | 0   |
| Blooming      | 1    | 6 | 0 | 1 | 5 | 3  | 8  | -10 |

- Libertad e   Universitario qualificate agli ottavi di finale.

### Risultati
| Arbitro: | Wilson Seneme |

|  |           |                                |
|  | Marcatori | 67’ Rod. Gamarra 73’ Velázquez |

| Arbitro: | Julio Quintana |

|           |           |                           |
| Gómez 89’ | Marcatori | 52’ Orejuela 76’ Espinoza |

| Arbitro: | Roberto Silvera |

|                                              |           |  |
| Cáceres 45’ Rod. Gamarra 68’ 90+1’ Ayala 90’ | Marcatori |  |

| Arbitro: | Juan Ernesto Soto |

|                       |           |  |
| Alva 18’ Labarthe 88’ | Marcatori |  |

| Arbitro: | Evandro Roman |

|           |           |                                      |
| Vieira 9’ | Marcatori | 24’ Blanco 39’ Salcedo 60’ 76’ Lagos |

| Lima 25 febbraio 2010, ore 21:20 UTC-5 | Universitario | 0 – 0 referto | Libertad | Estadio Monumental (16,530 spett.)\| Arbitro: \| Omar Ponce \| |
| Arbitro:                               | Omar Ponce    |               |          |                                                                |

| Arbitro: | Sálvio Fagundes |

|           |           |             |
| Ayala 56’ | Marcatori | 87’ Ramírez |

| Arbitro: | Patricio Polic |

|                    |           |  |
| Salcedo 17’ (rig.) | Marcatori |  |

| Arbitro: | Paulo de Oliveira |

|          |           |               |
| Román 4’ | Marcatori | 84’ Velázquez |

| Lima 6 aprile 2010, ore 20:30 UTC-5 | Universitario | 0 – 0 referto | Blooming | Estadio Monumental (18,884 spett.)\| Arbitro: \| Héber Lopes \| |
| Arbitro:                            | Héber Lopes   |               |          |                                                                 |

| Arbitro: | Jorge Larrionda |

|             |           |                            |
| Hurtado 27’ | Marcatori | 38’ Román 53’ Rod. Gamarra |

| Lanús 6 aprile 2010, ore 19:30 UTC-3 | Lanús        | 0 – 0 referto | Universitario | Estadio Ciudad de Lanús – Néstor Díaz Pérez (4,198 spett.)\| Arbitro: \| Carlos Simon \| |
| Arbitro:                             | Carlos Simon |               |               |                                                                                          |

## Gruppo 5
| Squadra         | P.ti | G | V | P | S | GF | GS | DR |
| --------------- | ---- | - | - | - | - | -- | -- | -- |
| Internacional   | 12   | 6 | 3 | 3 | 0 | 8  | 2  | +6 |
| Deportivo Quito | 10   | 6 | 3 | 1 | 2 | 5  | 7  | -2 |
| Cerro           | 8    | 6 | 2 | 2 | 2 | 5  | 5  | 0  |
| Emelec          | 2    | 6 | 0 | 2 | 4 | 2  | 6  | -4 |

- Internacional qualificata agli ottavi di finale.

### Risultati
| Arbitro: | Jorge Luis Osorio |

|                     |           |  |
| Dadomo 19’ Mora 62’ | Marcatori |  |

| Arbitro: | Diego Abal |

|                        |           |            |
| Nei 53’ Alecsandro 87’ | Marcatori | 49’ Quiroz |

| Arbitro: | Víctor Carrillo |

|           |           |                          |
| Pérez 70’ | Marcatori | 52’ Caballero 57’ Dadomo |

| Arbitro: | José Buitrago |

|           |           |              |
| Minda 33’ | Marcatori | 40’ Giuliano |

| Rivera 18 marzo 2010, ore 19:15 UTC-3 | Cerro        | 0 – 0 referto | Internacional | Estadio Atilio Paiva Olivera (25,510 spett.)\| Arbitro: \| Saúl Laverni \| |
| Arbitro:                              | Saúl Laverni |               |               |                                                                            |

| Arbitro: | José Luis Espinel |

|            |           |  |
| Arroyo 64’ | Marcatori |  |

| Arbitro: | Carlos Torres |

|                                  |           |  |
| Ibáñez 59’ (o.g.) Alecsandro 72’ | Marcatori |  |

| Arbitro: | Samuel Haro |

|  |           |                      |
|  | Marcatori | 90+1’ (rig.) Hurtado |

| Arbitro: | Óscar Ruiz |

|                    |           |                   |
| Mina 20’ Checa 87’ | Marcatori | 26’ (rig.) Dadomo |

| Guayaquil 14 aprile 2010, ore 17:30 UTC-5 | Emelec           | 0 – 0 referto | Internacional | Estadio George Capwell (3,774 spett.)\| Arbitro: \| Marlon Escalante \| |
| Arbitro:                                  | Marlon Escalante |               |               |                                                                         |

| Arbitro: | Carlos Amarilla |

|                                          |           |  |
| Andrezinho 4’ Bolívar 61’ Giuliano 90+2’ | Marcatori |  |

| Montevideo 22 aprile 2010, ore 19:30 UTC-3 | Cerro       | 0 – 0 referto | Emelec | Estadio Luis Tróccoli (2,669 spett.)\| Arbitro: \| Iván Gamboa \| |
| Arbitro:                                   | Iván Gamboa |               |        |                                                                   |

## Gruppo 6
| Squadra          | P.ti | G | V | P | S | GF | GS | DR |
| ---------------- | ---- | - | - | - | - | -- | -- | -- |
| Nacional         | 12   | 6 | 3 | 3 | 0 | 9  | 4  | +5 |
| Banfield         | 11   | 6 | 3 | 2 | 1 | 13 | 8  | +5 |
| Atlético Morelia | 5    | 6 | 1 | 2 | 3 | 4  | 8  | -4 |
| Deportivo Cuenca | 4    | 6 | 1 | 1 | 4 | 7  | 13 | -6 |

- Nacional e   Banfield qualificate agli ottavi di finale.

### Risultati
| Arbitro: | Javier Arias |

|                           |           |         |
| Rodríguez 55’ Battión 79’ | Marcatori | 90’ Rey |

| Arbitro: | Enrique Osses |

|                                     |           |                         |
| Regueiro 46’ 65’ Morales 85’ (rig.) | Marcatori | 25’ Granda 67’ Escalada |

| Arbitro: | Wilmar Roldán |

|                   |           |                                            |
| Méndez 86’ (rig.) | Marcatori | 35’ Erviti 38’ 60’ Fernández 71’ Rodríguez |

| Morelia 23 febbraio 2010, ore 21:10 UTC-6 | Morelia           | 0 – 0 referto | Nacional | Estadio Morelos (21,493 spett.)\| Arbitro: \| Francisco Peñuela \| |
| Arbitro:                                  | Francisco Peñuela |               |          |                                                                    |

| Arbitro: | Giovanni Perluzzo |

|                         |           |  |
| Méndez 59’ Escalada 83’ | Marcatori |  |

| Arbitro: | Héber Lopes |

|                        |           |                          |
| Varela 6’ Regueiro 41’ | Marcatori | 18’ 37’ (rig.) Rodríguez |

| Arbitro: | Wilson Seneme |

|  |           |                      |
|  | Marcatori | 34’ Coates 41’ Godoy |

| Arbitro: | Víctor Rivera |

|                  |           |             |
| Borgetti 19’ 27’ | Marcatori | 76’ Ladines |

| Arbitro: | Óscar Ruiz |

|              |           |            |
| Borgetti 78’ | Marcatori | 90+2’ Laso |

| Cuenca 7 aprile 2010, ore 17:30 UTC-5 | Deportivo Cuenca | 0 – 0 referto | Nacional | Estadio Alejandro Serrano Aguilar (4,683 spett.)\| Arbitro: \| Pablo Pozo \| |
| Arbitro:                              | Pablo Pozo       |               |          |                                                                              |

| Arbitro: | Paulo César de Oliveira |

|                         |           |  |
| Regueiro 3’ Pereyra 78’ | Marcatori |  |

| Arbitro: | Carlos Galeano |

|                                                 |           |            |
| Ramírez 48’ 68’ Erviti 87’ Lucchetti 90’ (rig.) | Marcatori | 72’ Méndez |

## Gruppo 7
| Squadra          | P.ti | G | V | P | S | GF | GS | DR |
| ---------------- | ---- | - | - | - | - | -- | -- | -- |
| Vélez Sarsfield  | 13   | 6 | 4 | 1 | 1 | 10 | 5  | +5 |
| Cruzeiro         | 11   | 6 | 3 | 2 | 1 | 12 | 6  | +6 |
| Colo-Colo        | 8    | 6 | 2 | 2 | 2 | 8  | 10 | -2 |
| Deportivo Italia | 1    | 6 | 0 | 1 | 5 | 4  | 13 | -9 |

- Vélez Sarsfield e   Cruzeiro qualificate agli ottavi di finale.

### Risultati
| Arbitro: | Martín Vázquez |

|                       |           |  |
| Silva 5’ Martínez 77’ | Marcatori |  |

| Arbitro: | Víctor Hugo Carrillo |

|             |           |  |
| Paredes 58’ | Marcatori |  |

| Arbitro: | Samuel Haro |

|  |           |           |
|  | Marcatori | 54’ López |

| Arbitro: | Óscar Ruiz |

|                                                              |           |             |
| Thiago Ribeiro 7’ Kléber 62’ (rig.) 72’ (rig.) Pedro Ken 69’ | Marcatori | 37’ Paredes |

| Arbitro: | Carlos Vera |

|                         |           |                 |
| Blanco 11’ McIntosh 65’ | Marcatori | 26’ (50) Kléber |

| Arbitro: | Carlos Amarilla |

|             |           |             |
| Paredes 57’ | Marcatori | 90+2’ Silva |

| Arbitro: | Antonio Arias |

|                          |           |  |
| Fabinho 6’ Pedro Ken 69’ | Marcatori |  |

| Arbitro: | Roberto Silvera |

|                     |           |             |
| López 14’ Silva 30’ | Marcatori | 9’ Miralles |

| Arbitro: | Wilmar Roldán |

|                                   |           |  |
| Thiago Ribeiro 32’ Kléber 48’ 53’ | Marcatori |  |

| Arbitro: | Marco Rodríguez |

|                                 |           |                             |
| Panigutti 16’ Blanco 87’ (rig.) | Marcatori | 27’ Bogado 39’ 58’ Miralles |

| Arbitro: | Carlos Torres |

|            |           |                    |
| Millar 61’ | Marcatori | 57’ Thiago Ribeiro |

| Arbitro: | Darío Ubriaco |

|                                          |           |  |
| Zapata 42’ López 48’ (rig.) 83’ Papa 73’ | Marcatori |  |

## Gruppo 8
| Squadra              | P.ti | G | V | P | S | GF | GS | DR |
| -------------------- | ---- | - | - | - | - | -- | -- | -- |
| Universidad de Chile | 12   | 6 | 3 | 3 | 0 | 10 | 6  | +4 |
| Flamengo             | 10   | 6 | 3 | 1 | 2 | 11 | 9  | +2 |
| Universidad Católica | 7    | 6 | 1 | 4 | 1 | 5  | 5  | 0  |
| Caracas              | 2    | 6 | 0 | 2 | 4 | 5  | 11 | -6 |

- Universidad de Chile e   Flamengo qualificate agli ottavi di finale.

### Risultati
| Arbitro: | Georges Buckley |

|                   |           |  |
| Olivera 2’ (rig.) | Marcatori |  |

| Arbitro: | Carlos Amarilla |

|                           |           |  |
| Léo Moura 11’ Adriano 58’ | Marcatori |  |

| Arbitro: | Claudio Puga |

|                     |           |                        |
| Rubio 21’ Silva 70’ | Marcatori | 19’ Olivera 90+1’ Puch |

| Arbitro: | Wilmar Roldán |

|               |           |                                                |
| Castellín 65’ | Marcatori | 36’ (rig.) 75’ Vágner Love 90+2’ Rodrigo Alvim |

| Caracas 17 marzo 2010, ore 18:00 (UTC-4:30) | Caracas          | 0 – 0 referto | Universidad Católica | Estadio Olímpico UCV (15,500 spett.)\| Arbitro: \| Mauricio Morales \| |
| Arbitro:                                    | Mauricio Morales |               |                      |                                                                        |

| Arbitro: | Jorge Larrionda |

|                        |           |                   |
| Vargas 42’ Seymour 54’ | Marcatori | 50’ Rodrigo Alvim |

| Arbitro: | Néstor Pitana |

|             |           |                |
| Morales 82’ | Marcatori | 50’ Bustamante |

| Arbitro: | Roberto Silvera |

|                           |           |                              |
| Michael 67’ Léo Moura 82’ | Marcatori | 43’ Montillo 90+2’ Rodríguez |

| Arbitro: | Joaquín Antequera |

|              |           |                                                |
| Gonzalez 76’ | Marcatori | 18’ Victorino 32’ (rig.) Olivera 35’ Rodríguez |

| Arbitro: | Sergio Pezzota |

|                   |           |  |
| Díaz 2’ Silva 45’ | Marcatori |  |

| Santiago 21 aprile 2010, ore 20:50 UTC-4 | Univ. de Chile | 0 – 0 referto | Universidad Católica | Estadio Monumental (9,286 spett.)\| Arbitro: \| Pablo Pozo \| |
| Arbitro:                                 | Pablo Pozo     |               |                      |                                                               |

| Arbitro: | Jorge Larrionda |

|                                           |           |                         |
| Ronaldo Angelim 17’ Michael 19’ David 75’ | Marcatori | 14’ Castellín 67’ Gómez |